# مارفن ميلر
مارفن ميلر (بالإنجليزية: Marvin Miller)‏ هو ممثل أمريكي، ولد في 18 يوليو 1913 بسانت لويس في الولايات المتحدة، وتوفي في 8 فبراير 1985 بلوس أنجلوس في الولايات المتحدة بسبب نوبة قلبية.

## أعمال

### أفلام
- (1959) الأميرة النائمة[5][6][7][8]

## وصلات خارجية
- مارفن ميلر على موقع IMDb (الإنجليزية)
- مارفن ميلر على موقع ميوزك برينز (الإنجليزية)
- مارفن ميلر على موقع إن إن دي بي (الإنجليزية)
- مارفن ميلر على موقع ديسكوغز (الإنجليزية)
- مارفن ميلر على موقع قاعدة بيانات الفيلم (الإنجليزية)